# خوزه لوئیس د لا کروز
خوزه لوئیس د لا کروز (انگلیسی: José Luis de la Cruz؛ زادهٔ ۵ ژوئیهٔ ۲۰۰۰) بازیکن فوتبال است.
وی همچنین در تیم‌های ملی فوتبال جمهوری دومینیکن بازی کرده‌است.